# Juan de Haro
Juan de Haro ou Juan Yáñez de Castille, surnommé le Tuerto (le Borgne) (? - Toro, 31 octobre 1326). Noble de Castille et seigneur de Biscaye entre 1322 et 1326. Il était le fils de l'Infant Don Juan de Castille, Seigneur de Valencia de Campos, fils d'Alphonse X le Savant, et de Maria Diaz I de Haro.
Il a été assassiné à Toro sur ordre d'Alphonse XI le Justicier.
Juan le Borgne, marié avec Isabel du Portugal, dame de Pinella et Miranda, a été le père de Maria Diaz II de Haro.

## Descendance
- Famille Haro